# Heinrich von Lersner
Heinrich-Ludwig Alexander Karl Robert Freiherr von Lersner (* 14. Juli 1930 in Stuttgart; † 26. August 2014 in Berlin) war ein deutscher Verwaltungsjurist.

## Werdegang
Heinrich Freiherr von Lersner war das älteste von sechs Kindern des Oberregierungslandwirtschaftsrates Albert Freiherr von Lersner (1900–1993) und dessen Gattin Clothilde von Groll (1901–1998). Nach dem Abitur studierte von Lersner Rechtswissenschaften in Tübingen und Kiel und wurde 1959 bei Günter Dürig von der Universität Tübingen promoviert. Im Anschluss trat er in den Staatsdienst des Landes Baden-Württemberg ein. Er war zunächst bei verschiedenen Landratsämtern tätig und wurde dann als FDP-Mitglied an das Bundesinnenministerium in Bonn abgeordnet. Dort übernahm er Anfang der 1970er Jahre die Leitung der Unterabteilung Wasser/Abfall. 1972 beauftragte ihn das Bundeskabinett mit der Gründung des Umweltbundesamtes, das in Berlin angesiedelt wurde. Von 1974 bis 1995 war er Präsident des Umweltbundesamtes. Er war Rechtsritter des Johanniterordens.
Verheiratet war er seit April 1968 mit der Bürgermeistertochter Uta von Lersner, geborene von Weyhe (1938–2011), mit der er Ludwig, Marita, Britta, Charlotte und ein weiteres Kind hatte.
Seit 1951 war er Mitglied der Studentenverbindung Akademische Gesellschaft Stuttgardia Tübingen. Heinrich von Lersner war Mitglied der FDP.

## Ehrungen
- 1981: Verdienstkreuz am Bande der Bundesrepublik Deutschland
- 1996: Verdienstkreuz 1. Klasse der Bundesrepublik Deutschland
- Ehrensenator der Brandenburgischen Technischen Universität Cottbus